# 장평동
장평동(長坪洞)은 경상남도 거제시의 행정동이자 법정동이다. 면적은 6.98 km2이며, 인구는 2015년 12월 말 주민등록 기준으로 25,243 명, 10,994 가구이다. 1979년부터 삼성중공업이 자리를 잡고 있다.

## 역사
과거 전형적인 농·어촌 마을이었으나, 삼성중공업에서 1979년부터 선박건조를 시작한 이래 현재에는 세계 최고의 조선소로 성장하여 거제시 조선의 중심 동으로 변하였다. 2008년 7월 1일 신현읍이 폐지되고 행정동으로 전환하면서, 장평동이 신설되었다.

## 지리
장평동은 지리적으로 서쪽으로는 사등면과 경계를 하고 동쪽으로는 고현동과 경계를 하며, 남쪽으로는 계룡산이 병풍처럼 둘러있고 북쪽의 고현만에는 삼성중공업 거제조선소가 있다.

## 기업체
- 삼성중공업

## 문화
- CGV 거제
- 홈플러스 거제점
- 디큐브백화점

## 아파트
| 단지명           | 건설사          | 시행사                           | 주소          | 입주       | 비고                  |
| ---------------- | --------------- | -------------------------------- | ------------- | ---------- | --------------------- |
| 장평주공 3단지   | 동성건설㈜      | 대한주택공사                     |               | 2008년 6월 | 국민임대              |
| 장평 코아루      | STX건설산업㈜   | 한국토지신탁                     |               | 2008년 2월 |                       |
| 장평1차 덕산아내 | ㈜덕산토건      | ㈜덕산종합건설                   | 장평2로 19    | 2008년 2월 |                       |
| 장평2차 덕산아내 | ㈜덕산종합건설  | ㈜덕산건설                       | 장평2로2길 10 | 2008년 2월 |                       |
| 포레나 거제장평  | ㈜한화 건설부문 | 장평주공1단지 재건축정비사업조합 |               | 2021년 2월 | 장평주공 1단지 재건축 |
| 제니스타운       | 한주종합건설㈜  | 대한주택보증                     |               | 2000년 5월 |                       |

## 교육
- 장평초등학교
- 양지초등학교
- 장평중학교